# アイヴァー・ニュートン

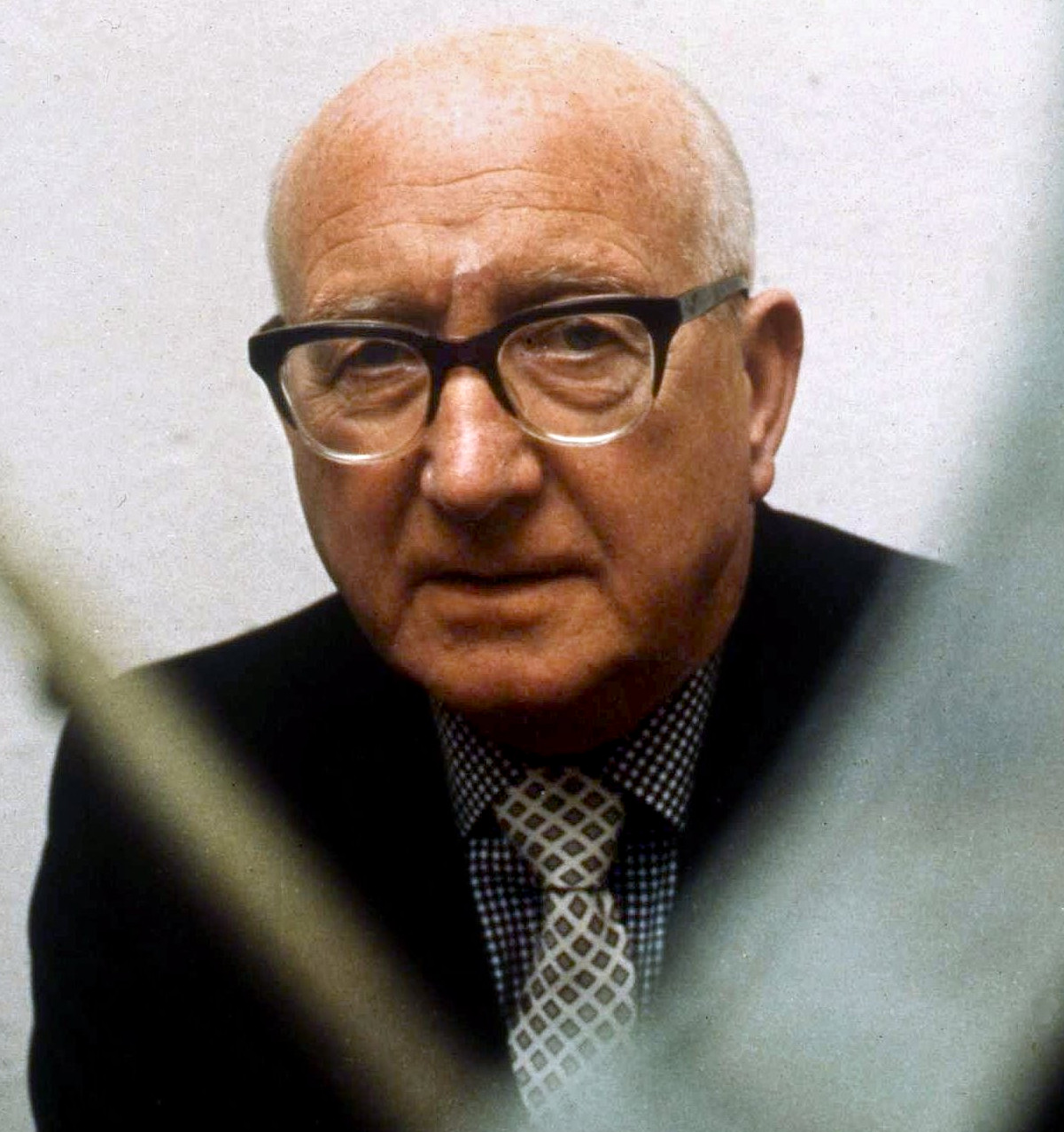

アイヴァー・ニュートン（Ivor Newton, 1892年12月15日 - 1981年4月21日）は、イギリス出身のピアノ奏者。
ロンドンのライムハウスの生まれ。ユッシ・ビョルリング、エレナ・ゲルハルト、ネリー・メルバ、ベニャミーノ・ジーリ、ジョン・マコーマック、キルステン・フラグスタート、フョードル・シャリアピン、パブロ・カザルス、ウジェーヌ・イザイらの伴奏者を務めた。
1973年にCBEを受勲。
ブロムリーにて没。